# Höga Kustenleden

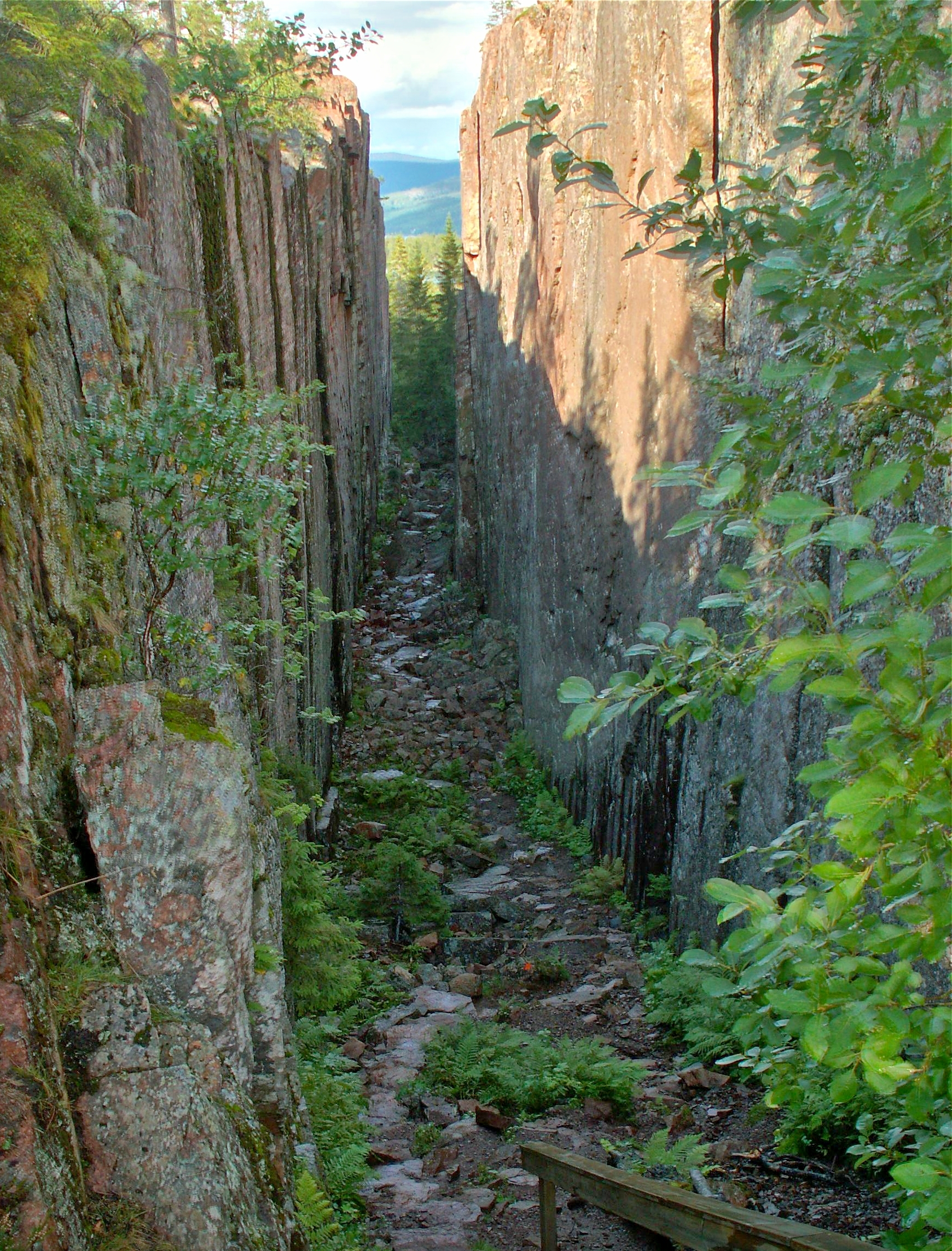

De Höga Kustenleden is een langeafstandswandelpad in Zweden. Het 140 kilometer lange bewegwijzerde pad langs de Hoge Kust en door Nationaal park Skuleskogen bestaat uit zeven etappes.